# Game Boy Micro
Game Boy Micro är en bärbar spelkonsol från det japanska företaget Nintendo. Enheten presenterades för första gången på E3-mässan år 2005. Den släpptes i Japan den 13 september 2005 och i USA den 19 september det året. I Europa släpptes den den 4 november samma år. Game Boy Micro blir den sista i raden av maskiner i Game Boy-serien, Nintendo kommer fortsättningsvis att satsa på Nintendo DS.

## Hårdvara
- Processor: 32-bit 16,8-MHz ARM processor (ARM7TDMI).
- Skärm: 240 × 160 pixlar, bakgrundsbelyst färgskärm med justerbar ljusstyrka.

## Utseende
Den har måtten; 10 cm bred, 5 cm hög och 1,8 cm djup. Den väger 80 gram. Game Boy Micro har utbytbara skal likt mobiltelefoner. De första versionerna har skal med färgerna silver, grön, blå och rosa. I USA är de första färgerna svart och silver, medan de i Japan även fick se en Famicom-variant.
Skärmen är endast 2 tum stor och därmed lite mindre än Game Boy Advance SP:s skärm, men i och med att Game Boy Micro har högre pixeltäthet, är antalet pixlar oförändrat. Skärmen har även riktig bakgrundsbelysning till skillnad från Game Boy Advance SP.
START- och SELECT-knapparna innehåller de vanliga LED-lamporna för att visa laddning och batteri. Enheten har även ett vanligt hörlursuttag, till skillnad från Game Boy Advance SP.

## Bakåtkompatibilitet
Enheten kan spela samma spel som Game Boy Advance SP, men inte Game Boy- eller Game Boy Color-spel som en följd av att enheten saknar den ursprungliga Z80-processorn.
Tillbehör gjorda för användning tillsammans med en Game Boy Advance eller Game Boy Advance SP passar sällan till Game Boy Micro, då utseendet på de flesta kontakter har ändrats.

## Försäljning
Konsolen har inte nått upp till samma försäljningssiffror som sina föregångare och anledningarna är flera. Främst beroende på konkurrensen med de betydligt mer framgångsrika konsolerna Nintendo DS/Nintendo DS Lite. Andra orsaker är den lilla skärmen, som är den minsta någonsin på en Game Boy, samt alla äldre Game Boy-tillbehör som blir oanvändbara då de inte längre passar till denna konsol.

## Originaltillbehör
Tillbehör som passar till Game Boy Micro passar inte nödvändigtvis till andra Game Boy-modeller och vice versa.
- Game Boy Micro Wireless Adapter
- Game Boy Micro AC Adapter

### Fotnoter
1. ↑  Jack Schofield (18 augusti 2005). ”Europe to get Game Boy Micro on November 4” (på engelska). Guardian. https://www.theguardian.com/technology/blog/2005/aug/18/europetogetg. Läst 25 maj 2017.